# باتريسيا نوريس
باتريسيا نوريس (بالإنجليزية: Patricia Norris)‏ هي مصممة أزياء تقليدية أمريكية، ولدت في 22 مارس 1931 في الولايات المتحدة، وتوفيت في 20 فبراير 2015 في ويستلاك فيلاج في الولايات المتحدة بسبب مرض.

## وصلات خارجية
- باتريسيا نوريس على موقع IMDb (الإنجليزية)
- باتريسيا نوريس على موقع ديسكوغز (الإنجليزية)
- باتريسيا نوريس على موقع قاعدة بيانات الفيلم (الإنجليزية)